# Zollamt Schleusenplatz 4
Das ehemalige Zollamt Schleusenplatz 4 in der niedersächsischen Samtgemeinde Land Hadeln, Gemeinde Neuhaus, im Landkreis Cuxhaven, stammt aus der Mitte des 19. Jahrhunderts. Aktuell (2024) wird es als Wohnhaus und u. a. kunstgewerblich genutzt.
Das Gebäude steht unter Denkmalschutz (siehe auch Liste der Baudenkmale in Neuhaus (Oste)).

## Geschichte und Beschreibung
Die Besiedelung des Ortes fand um 1000 nach Christus auf den Wurten rund um die Aue, Oste und Elbe statt. In der Nähe zum Hafen an der Oste ist der Siedlungskern des Ortes. Neuhaus war ein bedeutender Umschlagplatz für Ausfuhren von Getreide, Torf, Ziegelsteinen, Getreide u.a nach England, Holland, Skandinavien und nach Übersee. An der Zollstation mussten alle Schiffe, die Zoll zu zahlen hatten, den Hafen anlaufen.
Das zweigeschossige giebelständige Gebäude in Backstein mit ziegelgedecktem Satteldach stammt von nach 1852. Die symmetrische Giebelfassade hat große Rundbogenfenster und ist mit Lisenen, Gesims und einem Ortgangband gestaltet; Traufseiten schlichter mit einem Zwischengesims.
Im ehemaligen Zollamt wurden ursprünglich für die Ein- und Ausfuhren aller Waren auf den zahlreichen Wasserwegen um Neuhaus sowie ebenso auf dem Weg durch die Deichlücke ein Kram- und ein Wegegeld erhoben. Nachdem es seine Funktion verloren hatte, war das nun privatisierte Haus u. a. im Eigentum der DGzRS und von SOS-Kinderdorf.
Das Landesdenkmalamt befand u. a.: „… orts- und wirtschaftsgeschichtlicher, gebäudetypischer, platz- und ortsbildprägender Zeugniswert …“
Am trapezförmigen Schleusenplatz stehen weitere denkmalgeschützte Gebäude: Apotheke Deichstraße 1, Gasthäuser (Nr. 2 + Nr. 3) und weitere Wohnhäuser (Nr. 1, Nr. 5 + Nr. 6).